# Distributivitate

Vizualizare a distributivității la numere pozitive

În matematică, proprietatea de distributivitate a operațiilor binare este o generalizare a distributivității din algebra elementară, care afirmă că întotdeauna
{\displaystyle x\cdot (y+z)=x\cdot y+x\cdot z.}
De exemplu,
{\displaystyle 2\cdot (1+3)=2\cdot 1+2\cdot 3.}
Se spune că înmulțirea este distributivă față de adunare.
Această proprietate de bază a numerelor este subînțeleasă în definirea majorității structurilor algebrice care au două operații numite adunare și înmulțire, cum ar fi numerele complexe, polinoamele, matricile. Structurile algebrice cu două operații se numesc inele sau corpuri. Se întâlnește și în algebra booleană și logica matematică, unde fiecare dintre și logic (notat ∧) și sau logic (notat ∨) sunt distributive față de celălalt.

## Definiție
Fie o mulțime S și două operații binare, ∗ și +, pe S. Operația ∗:
este distributivă la stânga pe + dacă, fiind date elementele x, y și z din S,
{\displaystyle x*(y+z)=(x*y)+(x*z),}
este distributivă la dreapta pe + dacă, fiind date elementele x, y și z din S,
{\displaystyle (y+z)*x=(y*x)+(z*x),} și
este distributivă pe + dacă este distributivă la stânga și la dreapta.
Dacă ∗ este comutativă, cele trei condiții anterioare sunt logic echivalente.

## Exemple

### Numere reale
În exemplele următoare, este ilustrată distributivitatea pe mulțimea numerelor reale {\displaystyle \mathbb {R} .} În matematica elementară înmulțirea este distributivă. În algebră, numerele reale formează un corp, ceea ce asigură validitatea distributivității.
Primul exemplu
În timpul socotirii „în cap” distributivitatea se aplică adesea inconștient:
{\displaystyle 6\cdot 16=6\cdot (10+6)=6\cdot 10+6\cdot 6=60+36=96}
Pentru a socoti {\displaystyle 6\cdot 16} de obicei se fac operațiile {\displaystyle 6\cdot 10=60} și {\displaystyle 6\cdot 6=36} și apoi se adună aceste rezultate parțiale. La fel se judecă și la socotelile „pe hârtie”.
Al doilea exemplu
Fie a, b, c, d o serie de variabile. Operațiile sunt:
{\displaystyle 3a^{2}b\cdot (4a-5b)=3a^{2}b\cdot 4a-3a^{2}b\cdot 5b=12a^{3}b-15a^{2}b^{2}}
Al treilea exemplu
În cazul sumelor distributivitatea se aplică indiferent cărei paranteze, rezultatul este același:
{\displaystyle {\begin{aligned}(a+b)\cdot (a-b)&=a\cdot (a-b)+b\cdot (a-b)=a^{2}-ab+ba-b^{2}=a^{2}-b^{2}\\&=(a+b)\cdot a-(a+b)\cdot b=a^{2}+ba-ab-b^{2}=a^{2}-b^{2}\end{aligned}}}
Al patrulea exemplu
Aici distributivitatea se aplică invers în comparație cu exemplele anterioare. Fie:
{\displaystyle 12a^{3}b^{2}-30a^{4}bc+18a^{2}b^{3}c^{2}\,.}
Deoarece factorul {\displaystyle 6a^{2}b} apare în toți termenii, datorită distributivității poate fi dat factor comun. Se obține:
{\displaystyle 12a^{3}b^{2}-30a^{4}bc+18a^{2}b^{3}c^{2}=6a^{2}b\left(2ab-5a^{2}c+3b^{2}c^{2}\right)\,.}

### Matrici
Distributivitatea este valabilă la înmulțirea matricilor. Mai exact,
{\displaystyle (A+B)\cdot C=A\cdot C+B\cdot C}
pentru orice matrici {\displaystyle A,B} {\displaystyle l\times m} și {\displaystyle C} {\displaystyle m\times n}, la fel și
{\displaystyle A\cdot (B+C)=A\cdot B+A\cdot C}
pentru orice matrici {\displaystyle A} {\displaystyle l\times m} și {\displaystyle B,C} {\displaystyle m\times n.} Deoarece comutativitatea nu este valabilă la înmulțirea matricilor, cele două relații sunt diferite, neechivalente.

## În logica propozițională

### Reguli de substituție
În logica propozițională standard, în demonstrațiile logice distributivitatea are două reguli de substituție pentru a dezvolta expresiile anumitor conectivități logice din cadrul unor formule în aplicații separate ale acelor conectivități între subformule ale formulei date. Regulile sunt:
{\displaystyle (P\land (Q\lor R))\iff ((P\land Q)\lor (P\land R))}
și
{\displaystyle (P\lor (Q\land R))\iff ((P\lor Q)\land (P\lor R))}
unde "{\displaystyle \iff }" (sau ≡) este un simbol cu sensul „poate fi înlocuit cu” sau „este logic echivalent cu”.

### Conectivități funcționale
O serie de conectivități funcționale sunt distributive, fiind considerate tautologii.
Distributivitatea conjuncției pe conjuncție
{\displaystyle (P\land (Q\land R))\iff ((P\land Q)\land (P\land R))}
Distributivitatea conjuncției pe disjuncție
{\displaystyle (P\land (Q\lor R))\iff ((P\land Q)\lor (P\land R))}
Distributivitatea disjuncției pe conjuncție
{\displaystyle (P\lor (Q\land R))\iff ((P\lor Q)\land (P\lor R))}
Distributivitatea disjuncției pe disjuncție
{\displaystyle (P\lor (Q\lor R))\iff ((P\lor Q)\lor (P\lor R))}
Distributivitatea implicației
{\displaystyle (P\to (Q\to R))\iff ((P\to Q)\to (P\to R))}
Distributivitatea implicației pe echivalență
{\displaystyle (P\to (Q\iff R))\iff ((P\to Q)\iff (P\to R))}
Distributivitatea implicației pe conjuncție
{\displaystyle (P\to (Q\land R))\iff ((P\to Q)\land (P\to R))}
Distributivitatea disjuncției pe echivalență
{\displaystyle (P\lor (Q\iff R))\iff ((P\lor Q)\iff (P\lor R))}
Dubla distributivitate
{\displaystyle {\begin{aligned}((P\land Q)\lor (R\land S))&\iff (((P\lor R)\land (P\lor S))\land ((Q\lor R)\land (Q\lor S)))\\((P\lor Q)\land (R\lor S))&\iff (((P\land R)\lor (P\land S))\lor ((Q\land R)\lor (Q\land S)))\end{aligned}}}

## Distributivitate și rotunjire
În aritmetica aproximativă, cum ar fi aritmetica în virgulă mobilă, distributivitatea înmulțirii (și împărțirii) asupra adunării poate eșua din cauza numărului limitat de cifre cu care se fac operațiile. Dar există și cazuri, cum ar fi identitatea {\displaystyle 1/3+1/3+1/3=(1+1+1)/3,} care dă un rezultat greșit indiferent de numărul de cifre folosit. Metodele de rotunjire ajută în unele cazuri, la fel și creșterea numărului de cifre semnificative, dar unele erori de calcul sunt inevitabile.